# NGC 6539
NGC 6539是位於巨蛇座的一個球狀星團，由丹麥天文學家狄奧多·布羅森（Theodor Brorsen）於1856年發現。
NGC 6539星團用小型業餘望遠鏡就能看到，視星等為9.6等，大小為6.9角分。NGC 6539距離太陽2,663光年（8.165千秒差距），距離銀河系中心10,000光年（3.1千秒差距）。
NGC 6539星團位於銀河系核球的外部。星團的前部有一個巨大的暗雲複合體，導致其因消光而變紅。NGC 6539的核心半徑為0.54 ′，半質量半徑為1.67 ′，潮汐半徑為21.5 ′。與其他球狀星團相比，天文學家認為NGC 6539富含金屬，表明其質量大於氦的元素豐度相對較高。在距離核心 7 ′的範圍內已偵測到13顆變星，其中12顆是長週期變星。1990年，天文學家發現毫秒脈衝星位於NGC 6539星團。

## 外部連結
- 维基共享资源上的相關多媒體資源：NGC 6539